# Гиляров, Алексей Никитич
Алексей Никитич Гиляров (1855/1856, Москва, Российская империя — 1938, Киев, СССР) — доктор философии, заслуженный профессор.
В годы гражданской войны в Киеве 1917—1921 годов стал одним из организаторов и первым академиком-философом ВУАН.
Отец искусствоведа Сергея Алексеевича Гилярова, дед энтомолога и академика АН СССР Меркурия Сергеевича Гилярова, прадед профессора МГУ Алексея Меркурьевича Гилярова.

## Биография
Родился в Москве 20 декабря 1855 (1 января 1856) года. Сын публициста и богослова Никиты Петровича Гилярова-Платонова. Учился в 4-й Московской гимназии и на классическом отделении историко-филологического факультета Московского университета (1876—1880). По окончании университета некоторое время занимался у известного психиатра и психолога Жан-Маринета Шарко в Париже.
Увлёкся историей философии, в частности античной и читал такой курс в Московском университете в 1883—1887 годах; с 1885 года — приват-доцент.
В 1887 году перевёлся на кафедру философии в университет Св. Владимира в Киеве и в 1888 году защитил здесь магистерскую диссертацию «Греческие софисты, их мировоззрение и деятельность в связи с общей политической и культурной историей Греции». В 1892 году защитил докторскую диссертацию «Источники о софистах. Платон как исторический свидетель». В 1891 году стал профессором Киевского университета. Первый классный чин получил только 5 сентября 1895 года.
Вёл курсы «Введение в философию» и по истории зарубежной философии. («Философия в её существе, истории и значении»). Свободно владел греческим, латынью, немецким, английским и итальянским языками. Выезжал в научные командировки в библиотеки Берлина, Мюнхена, Парижа и Лондона, результатом которых явились его библиографические очерки и обзоры зарубежной литературы по истории философии.
Одновременно Гиляров изучает неорганическую химию, создаёт в Киевском университете собственную лабораторию, в которой (1894—1902) ведёт исследования в области органического синтеза. Кроме того, он много времени отдает экспериментальной психологии, занимаясь проблемами психологии права, «гипнотизма», «психологии толпы» и др. Поклонник и последователь панпсихизма Г. Т. Фехнера. Толковал его учение как последовательную систему взглядов на общую связь всех элементов деятельности с их духовным единством. Вселенную рассматривал как живой организм, где сознание не возникает, а существует вечно, не имеет другого источника, кроме самого себя.
Лауреат Пушкинской премии Академии наук (1903, почётный отзыв за книгу «Предсмертные мысли XIX века во Франции»).
С 1 января 1910 года — в чине действительного статского советника. Награждён орденами: Св. Станислава 2-й ст. (1898), Св. Анны 2-й ст. (1903), Св. Владимира 3-й ст. (1913).
В марте 1922 года был избран академиком кафедры философии права социально-экономического отдела Всеукраинской Академии наук (ВУАН), в сентябре того же года организовал при этом отделе ВУАН семинар по социальной философии. С июня 1923 года — на музейной работе.
Создал в Киевском университете школу философов и психологов. Среди его учеников — В. Ф. Асмус, М. А. Дынник, В. В. Зеньковский, Г. И. Якубанис, П. П. Блонский.
Гиляров выступал против сциентистского истолкования философского знания, против редукции философии к науке; философия, прежде всего, мудрость. Основу историко-философской концепции Гилярова составляет истолкование им философии как мировоззрения, задающего человеку систему смысложизненных координат миропонимания, самосознания и поведения.
В начале 1930-х гг. подвергся критике как «буржуазный идеалист», а его труды после 1927 года не издавались.
Умер в Киеве 7 декабря 1938 года. Похоронен на Байковом кладбище.

Из многочисленных работ А. Н. Гилярова особенно надо отметить «Руководство к изучению философии» (Киев, 1916). Гиляров развивает своеобразную систему «синехологии» (очень близкую к софиологическим построениям). Гиляров был последователем философии Фехнера, и его наиболее ценные мысли лежат в области космологии.
— Зеньковский В. В. История русской философии. Т. 2. — Ростов-на-Дону: Феникс, 1999. — С. 529.

## Сочинения
- Платонизм как основание современного мировоззрения в связи с вопросом о задачах и судьбе философии. — М., 1887.
- Значение философии // Киевские университетские известия. — 1887. — № 11. — С. 13—34.
- Греческие софисты, их мировоззрение и деятельность в связи с общей политической и культурной историей Греции: Критическое исследование / А. Н. Гиляров. — М.: Унив. тип, 1891. — II, II, 207, III с. — (Ученые записки Императорского Московского университета. Отдел историко-филологический; вып. 7).
- Платон как исторический свидетель: Опыт ист.-филос. критики. I. Методология и свидетельства о философах / [Соч.] А. Н. Гилярова. — Киев: типо-лит. т-ва И. Н. Кушнерев и К° в Москве, Киев. отд., 1891. — 1891. — [4], VI, [2], 358 с.
- Гипнотизм по учению школы Шарко и психологической школы (1881—1893) / [Соч.] А. Н. Гилярова, проф. Ун-та св. Владимира. — Киев: типо-лит. Имп. Ун-та св. Владимира, 1894. — [2], VIII, 400 с.
- Новые книги по истории средневековой и древней мысли (за 1889—1894) // Киевские университетские известия,  1895. — № 6, № 11.
- Старые поэты в новых русских переводах: Данте, Боккаччьо, Ариост, Сервантес, Байрон: Крит. очерк с точки зрения учения о поэзии как выражении вселен. Логоса / [Соч.] А. Н. Гилярова, проф. Ун-та св. Владимира. — Киев: тип. Имп. Ун-та св. Владимира В. И. Завадского, 1895. — [2], IV, 166 с.
- Синтез третичной триметил-этилен-молочной кислоты / [Соч.] Проф. А. Гилярова. — Санкт-Петербург: тип. В. Демакова, [1896]. — 9 с.
- Обзор трудов по истории греческой философии (за 1892—1896 гг.) / [Соч.] Проф. Ун-та св. Владимира А. Н. Гилярова. — Киев: тип. Имп. Ун-та св. Владимира В. И. Завадского, 1896. — [2], 34 с.
- Обзор философской литературы за последние годы. — Киев: тип. Имп. Ун-та св. Владимира Н.Т. Корчак-Новицкого, 1898. — [2], 44 с.
- Что такое философия и что она может и чего не может дать / А. Н. Гиляров, проф. Ун-та св. Владимира. — Киев: тип. Имп. Ун-та св. Владимира, 1899. — [2], 30 с.
- Предсмертные мысли XIX века во Франции. Очерк миропонимания современной Франции по её крупнейшим литературным произведениям. — Киев, 1901;
- Запах фиалки по данным химии: Свод всех достигнутых теорией и практикой результатов. Вып. 1. Первые работы Тиманна и Крюгера; Фиалковые кетоны, как носители запаха фиалки; Ирон и Ионон, данные для их анализа и синтеза / А. Н. Гиляров, проф. Ун-та св. Владимира. — Киев: тип. Имп. Ун-та св. Владимира Н. Т. Корчак-Новицкого, 1901. — [2], 59, [2] с.
- Новейшие попытки философского синтеза на научной почве // Киевские университетские известия. — Киев: тип. Имп. Ун-та св. Владимира АО печ. и изд. дела Н. Т. Корчак-Новицкого, 1901. — [2], 38 с.
- Что нужно читать, чтобы заниматься философией?: Ч. 1: Введение и литература по древней философии Востока и Запада / А. Н. Гиляров, проф. Ун-та св. Владимира. — Киев: тип. Имп. Ун-та св. Владимира АО печ. и изд. дела Н. Т. Корчак-Новицкого, 1902. — 37 с.
- Рецензия на кн.: Г. Челпанов. Проблема восприятия пространства в связи с учением об априорности и врожденности. Ч. 2. Представление пространства с точки зрения гносеологии. Киев, 1904 // Киевские университетские известия. — 1904. — № 11;
- Введение в философию. — Киев, 1907;
- Лекции по философии. — Киев: изд. слушат. Высш. жен. курсов, 1913. — [2], 204 с.
- Пособие по истории новой философии. Лекции. — Киев, 1914.
- Руководство к изучению философии. — Киев, 1916.
- Философия в ее существе, значении и истории / [Соч.] А. Н. Гилярова, проф. Ун-та св. Владимира. Т. 1. — Киев,  скл. в кн. магазине Л. Идзиковского, 1916. — [2], XXIV с., [2], 644, [1] с.
- Философия в её существе, значении и истории: В 2 т. — Киев, 1918—1919.
- Философия в её существе, значении и истории. Том 2